# 洛陽クリスマス火災
洛陽クリスマス火災（らくよう クリスマスかさい）は、中華人民共和国・河南省洛陽市で2000年12月25日に発生した火災事故。309人が死亡した。

## 火災
2000年12月25日午後9時35分頃、河南省洛陽市の「東都商城」で火災が発生、2階と3階に建設労働者が閉じ込められた。約800人の警察官・消防士、26台の消防車により消し止められ、日付が変わった12月26日火曜日の0時45分に鎮火した。現場には李克強河南省知事を含め政府関係者も駆け付けた。
犠牲者は女性174人、男性135人の計309人で、その多くは2階・3階で工事をしていた作業員と4階のナイトクラブでクリスマスの催事に参加していた客であった。

## 影響
12月26日早朝、県では緊急の会議が開かれた。午後には、国家経済貿易委員会の石万鵬 (zh) 副大臣が洛陽に到着した。中華人民共和国公安部は、地方自治体に対し正月や春節の休日を返上して同種災害の防止に当たるよう指示を出した。

## 原因
作業員4人が地下1階床の鉄板を溶接作業中、火花が地下2階の家具などに引火したことで火災が発生した。4人は水をかけて消火を試みたが、消火に失敗したため、口裏を合わせて失火責任を逃れようとした上で避難した後も警察に通報しなかった。これを受けて河南省警察当局は4人を失火容疑で逮捕した。